# Schaumblüten
Die Schaumblüten (Tiarella) sind eine Pflanzengattung innerhalb der Familie der Steinbrechgewächse (Saxifragaceae). Andere deutsche Trivialnamen sind Turbankapsel, Schaumkerze oder Schaumkraut. Beim letzten Trivialnamen besteht allerdings Verwechslungsgefahr mit der Gattung Schaumkräuter (Cardamine) innerhalb der Familie der Kreuzblütengewächse (Brassicaceae).

## Beschreibung

### Vegetative Merkmale
Bei Tiarella-Arten handelt es sich um ausdauernde krautige Pflanzen, die Wuchshöhen von 10 bis 50 Zentimetern erreichen. Sie bilden Rhizome. Es gibt sowohl immergrüne Arten, wie auch Arten, deren oberirdische Organe im Winter absterben. Alle oberirdischen Pflanzenteile sind durchgehend behaart.
Die stets grundständigen, im Umriss herzförmigen Laubblätter tragen oft eine bräunliche Zeichnung entlang der Blattrippen. Der Blattrand ist mehr oder weniger stark gelappt: Bei einigen Arten sind die Blätter fast bis zur Mittelrippe fingerförmig eingeschnitten, bei anderen sind sie nur tief gesägt. Die Nebenblätter sind klein.

### Generative Merkmale
Alle Tiarella-Arten blühen im Frühjahr. Auf einem 10 bis 70 cm langen Blütenstandsschaft stehen in einem traubigen oder rispigen Blütenstand viele Blüten zusammen. Die relativ kleinen, zwittrigen Blüten sind fünfzählig mit doppelter Blütenhülle. Die je fünf Kelch- und Kronblätter sind weißlich bis rosafarben. Es sind je Blüte zehn Staubblätter und zwei Fruchtblätter vorhanden. Die Kapselfrüchte enthalten wenige Samen. Die Samen sind schwarz und glatt.
Die Chromosomenzahlen aller 3 Arten, Tiarella cordifolia, Tiarella polyphylla und Tiarella trifoliata betragen 2n = 14.

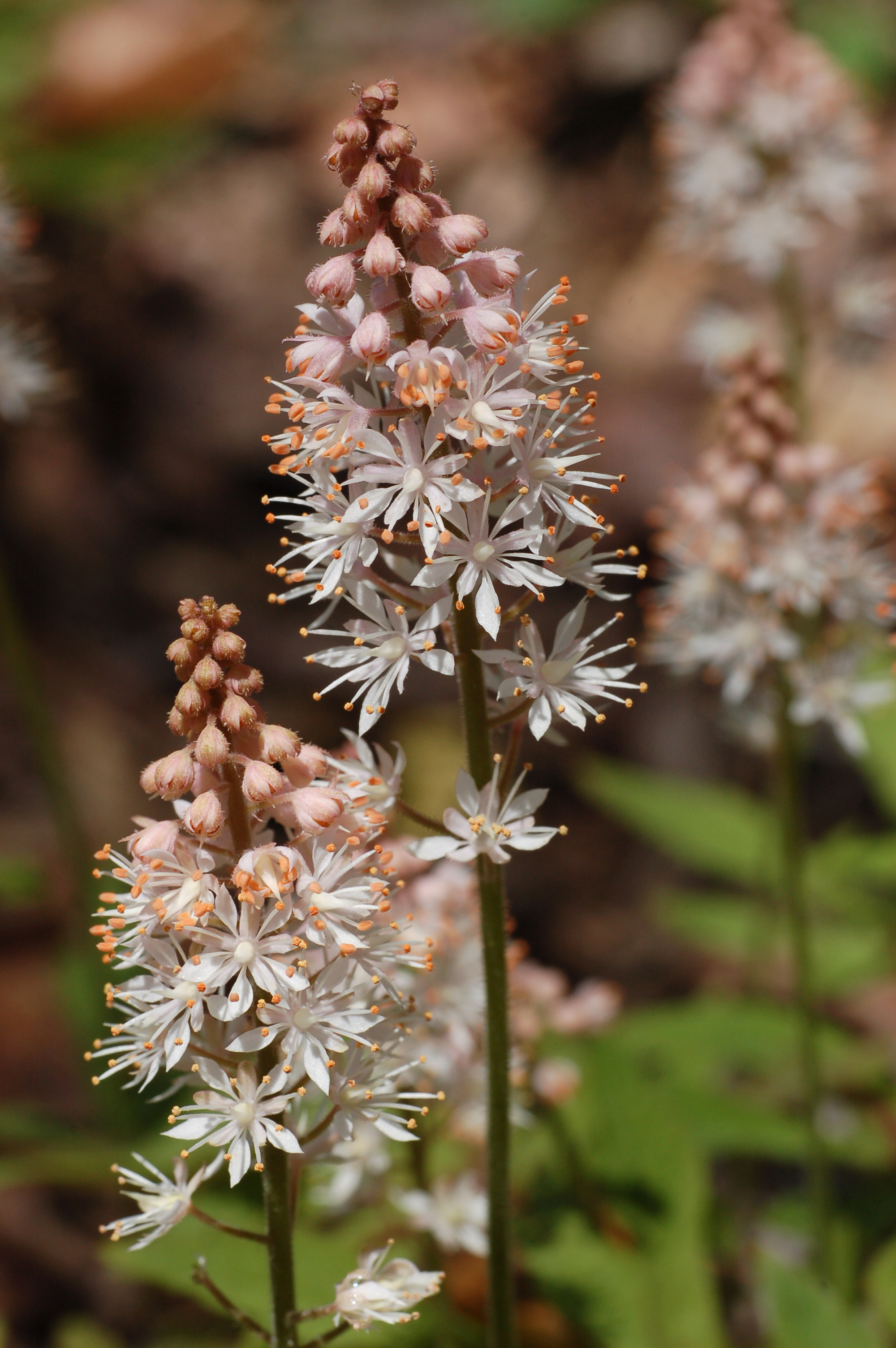
Tiarella Sorte 'Cygnet'

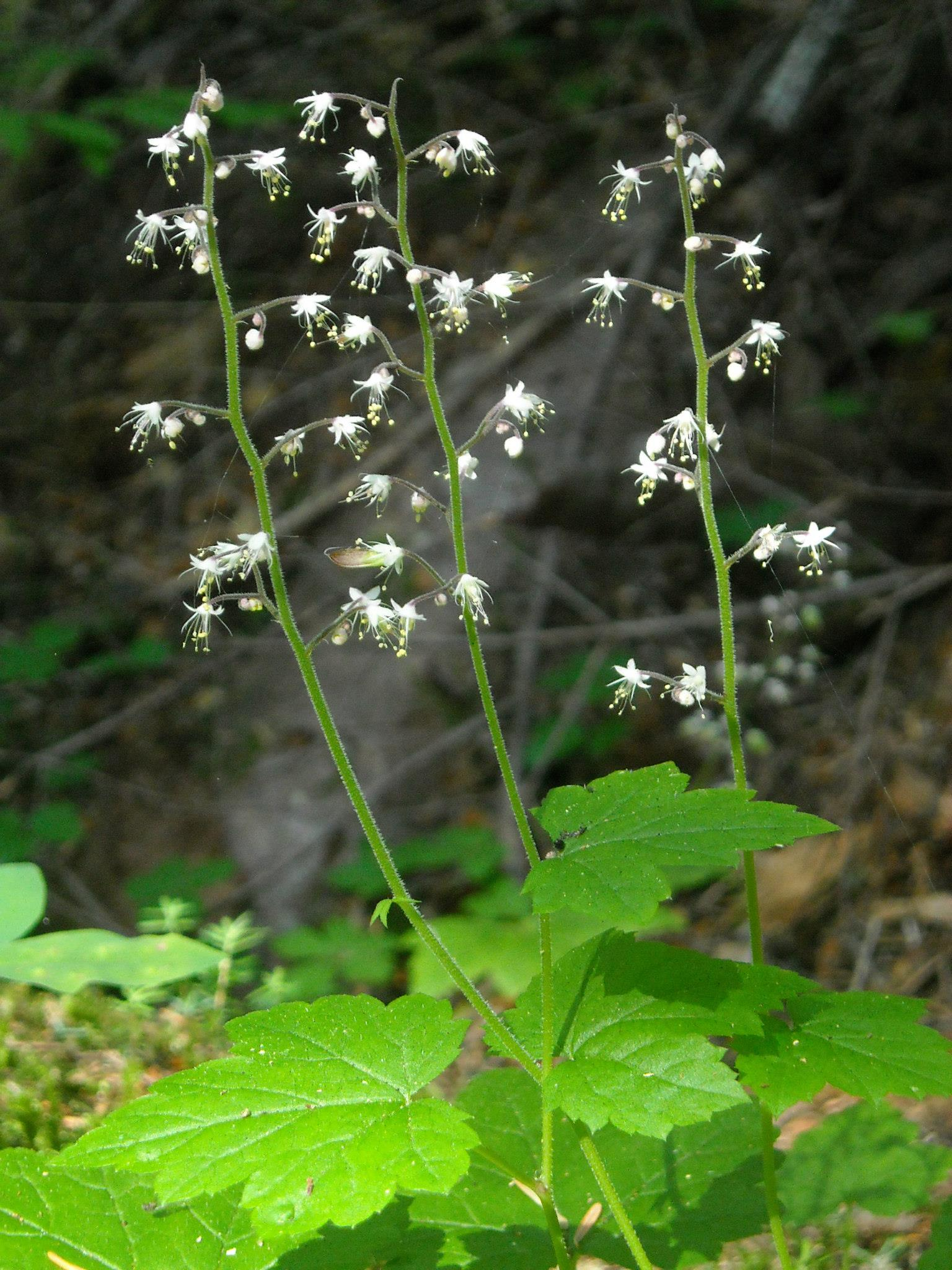
Dreiblättrige Schaumblüte (Tiarella trifoliata)

## Verbreitung und Systematik
Die Erstveröffentlichung des Gattungsnamens Tiarella erfolgt 1753 durch Carl von Linné in Species Plantarum, 1, S. 405–406. Als Lectotypus wurde 1837 Tiarella cordifolia L. festgelegt.
Die Gattung Tiarella enthält nur noch drei Arten, die als bodendeckende krautige Pflanzen an schattigen bis halbschattigen Standorten in Wäldern der gemäßigten und kühleren Gebiete der Nordhemisphäre vorkommen. Zwei Arten sind in Nordamerika beheimatet und eine in Asien. Die 10 cm bis 30 cm hohen Arten Tiarella cordifolia, Tiarella wherryi und Tiarella cordifolia var. collina aus dem Osten Nordamerikas werden jetzt als Tiarella cordifolia sensu lato zusammengefasst. Die Arten Tiarella trifoliata und Tiarella unifoliata aus dem Westen Nordamerikas werden jetzt als Tiarella trifoliata sensu lato zusammengefasst; sie werden deutlich größer als ihre östlichen Verwandten. In den Wäldern Ostasiens (Japan, China bis Nepal und Nord-Indien) kommt die Art Tiarella polyphylla vor.
Die drei Tiarella-Arten sind:
- Herzblättrige Schaumblüte oder Herzblatt-Schaumblüte[1] (Tiarella cordifolia L., Syn.: Tiarella wherryi Lakela): Es gibt drei Varietäten:
  - Tiarella cordifolia var. austrina Lakela
  - Tiarella cordifolia var. collina Wherry
  - Tiarella cordifolia L. var. cordifolia
- Asiatische Schaumblüte[1] (Tiarella polyphylla D.Don)
- Dreiblättrige Schaumblüte[1] (Tiarella trifoliata L.): Es gibt drei Varietäten:
  - Tiarella trifoliata L. var. trifoliata
  - Tiarella trifoliata var. laciniata (Hook.) Wheelock
  - Tiarella trifoliata var. unifoliata (Hook.) Kurtz, Syn.: Tiarella unifoliolata Hook.

## Nutzung
Alle Arten werden im Gartenbau als Bodendecker für schattige Standorte verwendet. Es gibt zahlreiche Sorten, die sich in Form und Zeichnung der Blätter und in der Intensität der Blütenfarbe unterscheiden.